# Hermacha caudata
Hermacha caudata is een spinnensoort in de taxonomische indeling van de Entypesidae.
Hermacha caudata werd in 1889 beschreven door Simon.